# علم النفس التنموي
علم النفس التنموي (بالإنجليزية: Developmental psychology) هو الدراسة العلمية لكيفية وأسباب نمو البشر وتغيرهم وتكيفهم على مدار حياتهم. اهتم هذا المجال في الأصل بالرضع والأطفال، ثم توسع ليشمل مرحلة المراهقة ونمو البالغين والشيخوخة ومرحلة العمر بأكملها. يهدف علماء النفس التنموي إلى شرح كيفية تغير التفكير والشعور والسلوكيات طوال الحياة. يدرس هذا المجال التغيير عبر ثلاثة أبعاد رئيسية، وهي النمو البدني، والنمو المعرفي، والنمو العاطفي الاجتماعي. ضمن هذه الأبعاد الثلاثة، توجد مجموعة واسعة من المواضيع بما في ذلك المهارات الحركية والوظائف التنفيذية والفهم الأخلاقي واكتساب اللغة والتغير الاجتماعي والشخصية والنمو العاطفي ومفهوم الذات وتكوين الهوية.
يدرس علم النفس التنموي تأثيرات الطبيعة والتنشئة على عملية النمو البشري، بالإضافة إلى عمليات التغيير في السياق عبر الزمن. يهتم العديد من الباحثين بالتفاعلات بين الخصائص الشخصية وسلوك الفرد والعوامل البيئية، بما في ذلك السياق الاجتماعي والبيئة المبنية. تشمل النقاشات الدائرة حول علم النفس التنموي الماهوية البيولوجية مقابل اللدونة العصبية، ومراحل النمو مقابل الأنظمة الديناميكية للنمو. يعاني البحث في علم النفس التنموي من بعض القيود، لكن الباحثين يعملون حاليًا على فهم كيفية تأثير الانتقال عبر مراحل الحياة والعوامل البيولوجية على سلوكياتنا ونمونا.
يشمل علم النفس التنموي مجموعة من المجالات، مثل علم النفس التربوي، وعلم النفس المرضي للأطفال، وعلم النفس التنموي الجنائي، ونمو الطفل، وعلم النفس المعرفي، وعلم النفس الإيكولوجي، وعلم النفس الثقافي. ومن أبرز علماء النفس التنموي المؤثرين في القرن العشرين: يوري برونفنبرينر، وإريك إريكسون، وسيغموند فرويد، وآنا فرويد، وجان بياجيه، وباربرا روجوف، وإستر ثيلين، وليف فيغوتسكي.

## الخلفية التاريخية
يُستشهد عادةً بجان جاك روسو وجون واطسون على أنهما وضعا الأساس لعلم النفس التنموي الحديث. في منتصف القرن الثامن عشر، وصف جان جاك روسو ثلاث مراحل للنمو: الرضاعة، والطفولة، والمراهقة في كتابه "في التربية: إميل نموذجا". وقد تبنى التربويون في ذلك الوقت أفكار روسو ودعموها.
يركز علم النفس التنموي عمومًا على كيفية وأسباب حدوث تغيرات معينة (معرفية، واجتماعية، وفكرية، وشخصية) بمرور الوقت في مسار حياة الإنسان. وقد قدم العديد من المنظرين مساهمة عميقة في هذا المجال من علم النفس. ومن بينهم عالم النفس إريك إريكسون، الذي وضع نموذجًا لثماني مراحل للنمو النفسي والاجتماعي. ووفقًا لنظريته، يمر الناس بمراحل مختلفة في حياتهم، ولكل منها أزمة نمو خاصة بها تشكل شخصية الشخص وسلوكه.
في أواخر القرن التاسع عشر، بدأ علماء النفس المطلعون على نظرية التطور لداروين البحث عن وصف تطوري للنمو النفسي؛ ومن أبرز هؤلاء عالم النفس الرائد غرانفيل ستانلي هال، الذي حاول ربط أعمار الطفولة بأعمار البشرية السابقة. كان لجيمس مارك بلدوين، الذي كتب مقالات حول مواضيع من بينها "التقليد: فصل في التاريخ الطبيعي للوعي والنمو العقلي لدى الطفل" و"العرق: الأساليب والعمليات"، دورٌ بارز في نظرية علم النفس التنموي. أما سيغموند فرويد، الذي كانت مفاهيمه نمائية، فقد أثّر بشكل كبير على التصورات العامة.